# Borkumer Zeitung
Die Borkumer Zeitung ist eine kleine und traditionsreiche Tageszeitung für die Ostfriesische Insel Borkum. Sie erscheint in der ZGO Zeitungsgruppe Ostfriesland GmbH.

## Profil und Ausrichtung
Die Borkumer Zeitung positioniert sich als unabhängige und überparteiliche Tageszeitung für Borkum. Der Lokalteil umfasst zusätzlich Nachrichten aus dem Landkreis Leer und aus Ostfriesland. Zielgruppe der Zeitung sind sowohl die Insulaner als auch Feriengäste und Zweitwohnungsbesitzer auf der Insel.
Der Mantelteil wird von den Redakteuren der ZGO Zeitungsgruppe Ostfriesland GmbH selbst zusammengestellt aus zugelieferten Inhalten der Neuen Osnabrücker Zeitung und der Nachrichtenagentur dpa.
Die Lokalredaktion in Borkum befand sich im Verlagshaus der Borkumer Zeitung in der Neuen Straße 9. Sie zog 2021 in ein Ladenlokal in der Bismarckstraße 10.

## Geschichte

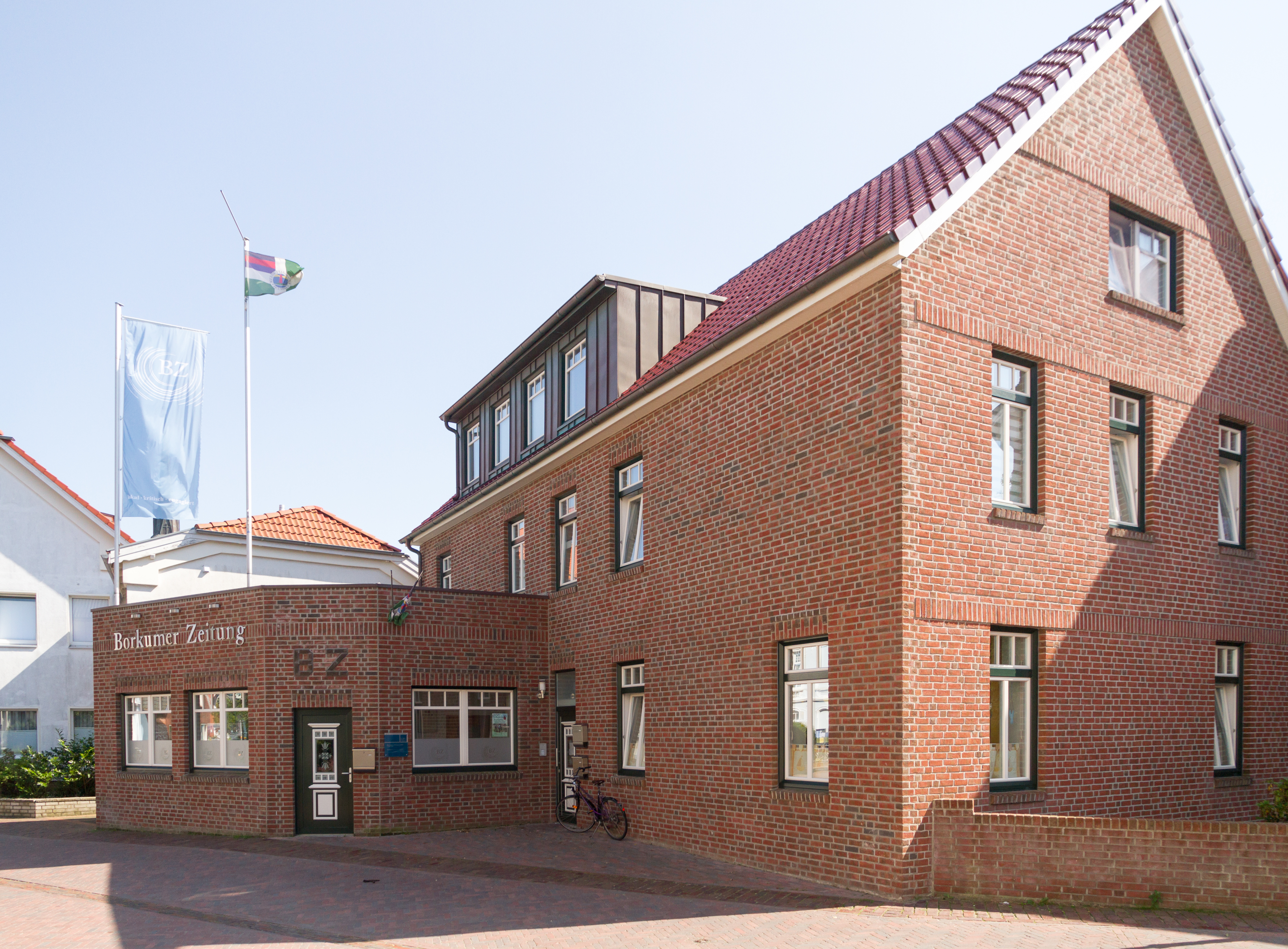
Das ehemalige Verlagsgebäude der Borkumer Zeitung (bis 2021).

Gegründet wurden Verlag und Zeitung 1881 von dem aus Emden stammenden Buchhändler Woldemar Haynel. Am 1. Juni 1881 erschien die erste Ausgabe der „Borkumer Zeitung und Badezeitung“. Die Anfangsauflage lag bei wenigen hundert Exemplaren und wurde vollständig im Handsatz hergestellt.
1911 kaufte Wilke Specht die Borkumer Zeitung von dem Landtagsabgeordneten Otto Brauer, der den Verlag zwischenzeitlich von Woldemar Haynel erworben hatte. In der Nacht auf den 22. September 1931 ist Wilke Specht bei der Rückfahrt von einem Sportfest auf Juist bei einem Segelunglück ertrunken. Das Segelboot war auf Grund aufgelaufen. 15 der 19 Passagiere kamen dabei um. Im Zuge der Erbfolge ging die Borkumer Zeitung an das älteste seiner vier Kinder, an seinen Sohn Johann Specht.
Im Zweiten Weltkrieg musste der Druck der Zeitung im eigenen Verlagshaus auf Anweisung der NSDAP eingestellt werden. Das technische Personal wurde eingezogen und die Borkumer Zeitung bis 1945 beim „Ostfriesischen Kurier“ in Norden gedruckt.
Es folgten vier Jahre Zwangspause. Am 2. April 1949 konnte die Zeitung wieder erscheinen und in Borkum gedruckt werden. Die Anfangsauflage umfasste 600 Exemplare. Der Druckort wechselte 1975 erneut zum „Ostfriesischen Kurier“ in Norden. Gleichzeitig wurde das Zeitungslayout vom bisher dreispaltigen zum sechsspaltigen Satz umgestellt. 
1977 übernahm Wilfried Specht den Verlag von seinem Vater Johann Specht und führte das Haus in dritter Generation im Familienbesitz. Im Sommer dieses Jahres stellte die „Borkumer Zeitung und Badezeitung“ als eine der ersten Zeitungen in Nordwestdeutschland vollständig auf das Fotosatzverfahren um. Durch diese Technik konnten Texte und Anzeigen wieder auf der Borkum gesetzt werden.
Neue Geschwindigkeit in die Zeitungsproduktion brachte die 1995 eingerichtete Online-Datenverbindung zwischen der „Borkumer Zeitung und Badezeitung“ und der Druckerei auf dem Festland in Norden.
Seit dem 1. Januar 2000 heißt die Zeitung „Borkumer Zeitung“ und der Verlag „Borkumer Zeitung GmbH“.
2006 übernahm Wilke Specht in vierter Generation den Zeitungsverlag von seinem Vater Wilfried Specht, der das Zeitungshaus 29 Jahre geleitet hatte.
Der frühere Bundeskanzler Gerhard Schröder gab der Borkumer Zeitung 2007 eines seiner seltenen Interviews.
2008 rügte der Deutsche Presserat die Zeitung wegen Verstoßes gegen den Pressekodex. Sie hatte über einen zu einer Haftstrafe verurteilten Mann berichtet, dabei seinen Namen genannt und damit  die Persönlichkeitsrechte des Mannes verletzt.
Die ZGO Zeitungsgruppe Ostfriesland GmbH übernahm 2019 den Titel „Borkumer Zeitung“. 
Im August 2020 wurden die Internetpräsenz und das E-Paper grundlegend neugestaltet. Zum digitalen Angebot der Zeitung gehören zudem Apps (seit 1. Oktober 2020) und eine Homepage mit kostenpflichtigen Inhalten. Jahrzehntelang bezog die Borkumer Zeitung ihre überregionalen Seiten von der Nordwest-Zeitung Oldenburg. Seit 1. Januar 2020 produziert die Mantelredaktion der ZGO Zeitungsgruppe Ostfriesland GmbH in Leer die Mantelseiten.

## Erscheinungsweise
Die Borkumer Zeitung ist eine Morgenzeitung und erscheint montags und dienstags sowie donnerstags und freitags. Am 1. Januar 2021 wechselte die Zeitung vom Berliner Format zum Rheinischen Format. Die E-Paper-Ausgabe der Zeitung ist am Abend vor ihrem Erscheinungstag abrufbar. 

## Auflage
Die Borkumer Zeitung hat eine Auflage von 477 Exemplare. Die Zahl der Abonnenten beträgt 589, davon entfallen 150 Abonnements auf das E-Paper.

## Digitale Angebote
Das digitale Angebot der Borkumer Zeitung besteht aus einem E-Paper, einer Website sowie verschiedenen Apps. Die digitale Zeitung enthält gegenüber der gedruckten Variante Bildergalerien, Videos und Verlinkungen. 
Auf der Website der Borkumer Zeitung werden Nachrichten, Artikel und weitere Beiträge veröffentlicht, die Seite wird mehrmals täglich aktualisiert. Die vollumfängliche Nutzung der Inhalte ist für den Leser kostenpflichtig. Kostenlos zugänglich sind die unter den Namen ostfriesen.tv eingebundenen Videos. 